# Minixi tricoloratum
Minixi tricoloratum är en stekelart som först beskrevs av Edoardo Zavattari 1911.
Minixi tricoloratum ingår i släktet Minixi och familjen Eumenidae. Inga underarter finns listade i Catalogue of Life.